# Gramusovići
Gramusovići su naseljeno mjesto u općini Čajniču, Republika Srpska, BiH. Nalaze na istočno od rječice Janjine, zapadno od Borajnog i sjeverno od Luka, na 858 metara nadmorske visine.
Godine 1985. zajedno s naseljima Makotićima, Nekosinama, Umčarima i Vidobarama spojeni su u novo naselje Borajno (Sl. list SRBiH 24/85).

## Stanovništvo
| Narod     | Popis 1961. | Popis 1971. | Popis 1981. |
| --------- | ----------- | ----------- | ----------- |
| Hrvati    |             |             |             |
| Muslimani | 111         | 70          | 60          |
| Srbi      | 29          | 20          | 18          |
| ostali    | 6           |             |             |
| Ukupno    | 146         | 90          | 78          |